# 유승준
유승준(劉承埈)이라는 귀화 전 한국 이름으로 잘 알려진 스티브 승준 유(영어: Steve Sueng Jun Yoo, 1976년 12월 15일 ~ )는 대한민국 출신 미국의 가수, 배우이다. 2002년에 대한민국에서 미국으로 귀화하고 '유승준'에서 '스티브 승준 유'로 개명했다.
1997년 타이틀곡 〈가위〉를 발표하며 가수로 데뷔했고 5년 만에 500만 장 이상의 앨범을 판매하며 대한민국에서 유명한 가수들 중 1명이 되었다. 2001년 8월 7일, 대한민국의 병역 제도에 의해 징병 신체검사를 받았고, 4급 판정을 받아 사회복무요원 대상자로 분류되었다. 2002년 1월 18일, 대한민국 병무청에 국외여행허가신청서를 제출해 병무청의 허가를 받아 미국으로 출국했고, 같은 달 21일 대한민국 국적을 포기하고 미국 시민권을 취득했다. 병무청은 대한민국 법무부에 그의 입국 금지를 요청했고 법무부는 입국 금지 요청을 받아들였다.
유승준은 대한민국 입국이 막힌 뒤 중화인민공화국에서 드라마, 영화 배우로 활동했다. 그는 2013년 역사 텔레비전 드라마 정충악비에서 올술을 연기했고 2010년 개봉한 영화 대병소장에서 문공자를, 2015년 개봉한 영화 《침묵의 파이터》에서 주인공 청랑을 연기했다.

## 생애

### 데뷔 전, 어린 시절
유승준은 1976년 12월 15일 대한민국 서울특별시 송파구 잠실동에서 2남 중 차남으로 태어났다. 본관은 강릉, 본적은 경상북도 대구시 달서구이다. 만 12세의 나이에 가족과 함께 미국 캘리포니아주에 있는 오렌지군으로 이민을 떠났다.

### 대한민국에서의 음악 활동
1997년에 데뷔하여 타이틀곡 〈가위〉로 8월에 가요 순위 1위를 석권하였다. 2002년 초까지 대한민국에서 6장의 정규 음반을 발표하며 〈나나나〉,〈열정〉,〈비전〉,〈찾길 바래〉, 〈Wow〉 등의 곡으로 활동하였다.

### 병역 기피 사건 및 해외에서의 활동
원래 미국 영주권자였던 그는 2001년 병역법 개정 이후 입영 대상자가 되며 방송을 통해 군 입대 의사를 밝혔다. 그러던 와중에 2002년 1월 예정된 입대를 앞두고 미국 시민권을 취득하며 병역을 면제받았다.
이에 대한민국 병무청에서는 출입국관리법 11조에 의거해 입국 금지 조치를 대한민국 법무부에 요청했고, 법무부에서 이를 받아들여 대한민국의 이익이나 공공의 안전을 해하는 행동을 할 염려가 있다고 인정할 만한 이유가 있는 자에 해당한다며 입국 제한 대상자에 등록했다. 2002년 2월 2일 인천국제공항에서 출입국관리법 11조에 의거하여 입국이 금지되었다. 사건 이후 단 한 차례, 2003년 6월 약혼녀 부친의 장례식에 참석을 하기 위해 3일 동안 일시 입국을 허가받고 방문한 적이 있다.
이후 2004년 9월 25일 미국에서 결혼하였고, 홍콩 배우 성룡이 유승준의 후견인이 되어 중화권에서 배우와 가수로 활동했다. 유승준의 중화권에서 배우로서의 첫 작품은 성룡 주연의 대병소장으로 이를 기점으로 성룡의 작품에 계속 출연했다.
2015년 9월 LA 총영사관에 재외동포 F-4 비자(영리 목적의 활동이 가능한 비자. 즉 선거권을 제외한 거의 모든 혜택)를 신청했으나 거부되자 10월 거부 처분을 취소해 달라는 소송을 냈다. 그러나 1·2심은 "스티브 유(유승준)가 입국해 방송·연예 활동을 할 경우 병역 의무를 수행하는 국군 장병들의 사기를 저하시키고 병역 의무 이행 의지를 약화시켜 병역 기피 풍조를 낳게 할 우려가 있으므로 적법한 입국 금지 사유에 해당한다"며 비자 신청 거부는 출입국관리법 시행규칙에 따른 적법한 조치라고 판단했다. 하지만 2019년 7월 11일 대법원은 비자 발급 거부 처분에 행정 절차를 위반한 잘못이 있다며 항소심 재판을 다시 하라고 결정했다.

## 병역 면제 논란
외국 주권을 갖고 있는 해외 이민자에 대해서 현행 병역법상, 만 18세까지 대한민국 영토에 6개월 이상 체류할 경우 병역의무 대상으로 간주한다. 이로써, 초등학교를 한국에서 이미 졸업(서울문정초등학교)한 유승준은 병역의무 대상이었다면 god의 리더 박준형은 만 25세가 되는 1994년까지 한반도에 체류한 기간을 채우지 못해 병역이 면제되었다.
당시, KBS 예능본부의 장성환 팀장의 인터뷰에서, "지난 2001년 말까지만 해도 한국에서 가수로서 각종 예능 프로그램과 TV 광고 등에서 활발한 활동을 해왔던 가수 유승준씨가 이듬해인 2002년에 미국 시민권을 취득하면서 대한민국 국적을 상실했다. 이민 1.5세대로서 만 12살의 어린 나이에 이민을 갔기 때문에 가족과 함께 살기 위한 필요에 의한 선택이자 적법한 권리 행사로 보이지만 병역 회피에 대한 여러가지 의혹들이 제기되었다. 이는 2002년 2월 2일에 인천국제공항에서 유승준이 대한민국 입국을 금지 당하면서 세간의 이목을 불러일으켰다"라고 덧붙였다.

### 미국 시민권 취득과 입국금지
유승준은 대구광역시 달서구 죽전동의 대구경북지방병무청 징병검사장에서 받았던 신체검사 결과 4급 판정으로 받아 공익근무요원으로 복무할 예정이었다. 하지만 공적인 의무를 제대로 수행하지 못한 채, 미국 시민권을 취득함으로 인해 후천적 외국 국적 취득자의 이중 국적을 인정하지 않는 한국 법규상 한국 국적이 상실되었고 이로 인해 2002년 2월 2일 인천국제공항에서 출입국 규제요청에 따라, 국가와 공적인 이익을 해칠 우려가 있는 자에 대해 입국을 금지할 수 있다는 전제 조건으로, 출입국관리법상 제11조에 의거하여 입국이 금지되었다. 이는 병무청에서 한국에 입국하여 영리 활동을 하지 못하도록 국법 질서 확립 차원에서, 법무부에 입국을 금지토록 협조를 요청한데 따른 것이다. 더욱이, 만약 유승준이 한국 국민이 아닌 재외동포 신분으로 다시 국내에서 활동할 경우, 국민과 청소년 등 모든 계층에게 부정적인 영향을 미치고, 국익을 저해할 수 있다는 입장이다.

### 약혼녀 부친 문상으로 인한 입국 허용
1년 후인 2003년 6월 26일 약혼녀 부친의 부고를 듣고 문상을 위해 한국에 입국을 신청하였다. 이에 법무부에선 문상을 위한 목적하에 3일간 제한적으로 한국 입국을 허용하였다. 일시적이지만 유승준은 결국 미국으로 귀화를 한 지 1년 만에 한국에 들어오게 되었다. 그는 방한 인터뷰를 통해서 이제서라도 잠시이지만 한국 땅을 밟을 수 있어서 기쁘게 생각한다고 입장을 밝혔다.
법무부는 문상으로 인한 제한적인 입국허용이기 때문에 한국에서의 연예활동은 할 수 없도록 조치하였다고 입장을 밝혔다.
그러나 이를 두고 인천공항에는 유승준을 환영하는 팬들과 그를 비난하는 군필 청년과 현역 군인으로 복무중인 청년들이 몰려오면서 환호와 야유를 보내면서 소란이 벌어졌다. 유승준 팬들은 유승준을 환영하여 그에게 환호를 하였지만 군필 및 현역병으로 있던 청년들은 그를 비난하여 미국으로 돌아가라고 야유를 보냈다. 여기에 취재를 나온 국내외 언론 기자들까지 경쟁하여서 인천공항이 복잡한 상황을 이루었다.
결국 이를 의식한 모양인지 유승준은 예비 장인 문상을 마치고 입국 다음날인 6월 27일 밤에 미국으로 돌아갔다.

### 입장표명
2002년에 연예계를 떠난 후, 5년 만인 2007년에 중화인민공화국에서 국내 언론과 인터뷰를 가진 그는 국적 포기라는 결정에 대해, 당시 어려서 한국인들의 감정을 잘 헤아리지 못한 결과라고 밝혔다.
또한 월간지 《여성조선》 2009년 2월호에 실린 인터뷰에서 그는 "병역을 기피 하기 위해 시민권을 취득한 것이 아니다."라고 발언했다. 그럼에도 불구하고 시민권을 취득하게 된 이유에 대해서는 다음과 같이 말했다."시민권을 수령한 시점으로부터 2년 전에 이미 아버지에 의해 가족전 체의 미국 시민권이 신청 되어 있었지만 신체 검사를 받았고 그 결과를 받아들여 공익 근무를 하고자 했다. 따라서 신체 검사 이후에 있었던 시민권 취득을 위한 1차 시민권 선서 식에 불참했으나 그럼에도 시민권을 취득하게 된 가장 큰 이유는 가족이었다. 신체검사를 받은 직후 미국에서 9.11 테러가 발생, 이 때문에 이민 법이 강화되면서 기존에 신청 되어 있던 시민권 취득을 거부할 경우 추후에 다시 신청하려고 해도 시민권은 물론이고 비자조차 쉽게 받기 어려운 상황으로 치닫게 되었다. 따라서 공익 근무로 인해 영주권 마저 상실되면 가족이 있는 미국에 잠시도 머물 수 없게 될 수도 있다는 불안감에 가족의 반대가 상당했다. 소속사 문제와 계약 이행에 대한 문제 또한 있었다. 당시의 소속사는 소속 연예인이 유승준밖에 없어서 그가 공익 근무로 인해 활동을 못하게 되면 문을 닫게 되는 상황이었고 2001년 초에 했던 앨범 계약을 이행해야 하는 상황이었다.
2007년 7집 《Rebirth of YSJ》 발매를 하면서 수익금 전액 사회 환원과 같은 조치도 취하면서 국내 언론에 유승준에 대한 기사가 대두 되기도 하고 중국에서 케이블 매체와 했던 눈물의 인터뷰가 방송되기도 하였으나 전반적인 국내의 여론은 냉담하였다.
병무청의 관계자는 아프리카 인터넷 TV 생방송에서 유승준이 말했던 2014년 7월에 입대 문의를 했다는 것도 거짓 발언이며, 그는 작년에도 입대가 가능했다고 언론 인터뷰를 통해 밝혔다. 병무청의 이와 같은 발언에 대해 유승준은 지인을 통해 알게 된 육군 소장에게 입대 가능한지 여부를 물었다고 말하면서 본인의 일임에도 제대로 알아보지 못한 본인의 잘못이라고 사과했다. 하지만 유승준은 80년대 이전 출생 자로서 기존 병역법에 의해 작년에도 재작년에도 입대 불가능, 1980년 1월 1일생 이후부터 바뀐 병역법에 의해 만 37세까지 입대 가능하다. 이에 병무청 측근은 추후 정정하며 유승준이 작년에도 입대가 불가능했음을 시인했고 나이를 떠나 외국인이라 입대 불가능이라고 선언했다.

## 학력
- 서울문정초등학교 (졸업)
- 오주중학교 (전학)
- 세리토스대학 경영학과 (중퇴)
- 계원조형예술대학 멀티미디어학부 정보통신학과 (전문학사)

## 음반 목록과 대표곡
- 1997년 1집 《West Side》: 〈가위(Nightmare)〉, 〈사랑해 누나〉
- 1998년 2집 《For Sale》: 〈나나나〉, 〈내가 기다린 사랑〉
- 1999년 3집 《Now Or Never》: 〈열정〉, 〈슬픈 침묵〉
- 1999년 삼성전자 매직 스테이션 이미지송 〈매직 인터페이스〉
- 1999년 4집 《Over And Over》: 〈비전〉, 〈연가〉
- 1999년 CD-Inhanced “표범”
- 2000년 5집 《고지탈환(高地奪還)》: 〈찾길 바래〉, 〈어제 오늘 그리고...〉
- 2001년 6집 《Infinity》: 〈Wow〉, 〈성원〉
- 2006년 Promise to Jun (중국 발매반)
- 2007년 7집 《Rebirth of YSJ》: 〈My world〉, 〈잊지못해서; Missing U〉
- 2019년 《Another Day》: 〈Another Day〉

### 기타
- 1999년 용가리 - 주제가 "레볼루션"
- 1999년 2000 대한민국 "어쩌면" 참여
- 2000년 김현식 추모 10주년 헌정음반 "골목길" 참여
- 2001년 런딤 - 주제가
- 2002년 2002 Soccer Festival "도약" 참여
- 2006년 H-유진 정규 1집 'Only One Way' "독불장군" Feat 참여
- 2008년 H-유진 정규 2집 'H-Eugene And The Family' "독불장군 Part 2" Feat 참여

## 수상 경력

### 시상식
1997년
SBS 가요대전 신인상
골든디스크어워즈 본상

1999년
골든디스크어워즈 본상
대한민국 문화연예대상 가요 대상
SBS 가요대전 10대 가수상
MBC 10대 가수 가요제 30세 미만의 국민이 뽑은 가수상
KBS 가요대상 올해의 가수상
2000년
골든디스크어워즈 본상
MBC 10대 가수 가요제 30세 미만의 국민이 뽑은 10대 가수상
하이원 서울가요대상 본상
SBS 가요대전 10대 가수상

2001년
하이원 서울가요대상 본상
KBS 가요대상 PD가 뽑은 최고 인기가수상
골든디스크어워즈 인기가수상
Mnet Asian Music Awards 댄스음악상
SBS 가요대전 네티즌 최고 인기상 & 본상
MBC 10대 가수 가요제 30세 미만의 국민이 뽑은 가수상 & 30세 이상의 국민이 뽑은 가수상

### 가요 프로그램 1위
| 연도             | 수상 내역 (총 46회) |
| ---------------- | --- |
| 1997년 (총 7회)  | - 가위 (총 7회) - 8월 9일 MBC 《인기가요베스트50》 1위 - 8월 16일 MBC 《인기가요베스트50》 1위 (2주 연속 1위) - 8월 20일 KBS 《가요톱텐》 1위 - 8월 24일 SBS 《TV가요20》 1위 - 8월 27일 KBS 《가요톱텐》 1위 - 9월 3일 KBS 《가요톱텐》 1위 (3주 연속 1위) |
| 1998년 (총 7회)  | - 나나나 (총 4회) - 6월 7일 SBS 《인기가요》 1위 - 6월 14일 《인기가요》 1위 - 6월 21일 SBS 《인기가요》 1위 - 6월 28일 SBS 《인기가요》 1위 (왕중왕) - 내가 기다린 사랑 (총 3회) - 6월 16일 KBS 《뮤직뱅크》 1위 - 6월 23일 KBS 《뮤직뱅크》 1위 - 6월 30일 KBS 《뮤직뱅크》 MVP |
| 1999년 (총 15회) | - 열정 (총 10회) - 4월 13일 KBS 《뮤직뱅크》 MVP - 4월 20일 KBS 《뮤직뱅크》 MVP - 4월 27일 KBS 《뮤직뱅크》 MVP - 5월 4일 KBS 《뮤직뱅크》 MVP - 5월 9일 SBS 《인기가요》 1위 - 5월 11일 KBS 《뮤직뱅크》 MVP - 5월 16일 SBS 《인기가요》 1위 - 5월 18일 KBS 《뮤직뱅크》 MVP (6주 연속) - 5월 30일 SBS 《인기가요》 1위 (왕중왕) - 슬픈침묵 (총 2회) - 7월 6일 KBS 《뮤직뱅크》 MVP - 7월 11일 SBS 《인기가요》 1위 - 비전 (총 4회) - 12월 14일 KBS 《뮤직뱅크》 1위 - 12월 19일 SBS 《인기가요》 1위 - 12월 21일 KBS 《뮤직뱅크》 1위 - 12월 26일 SBS 《인기가요》 1위 |
| 2000년 (총 10회) | - 비전 (총 4회) - 1월 2일 SBS 《인기가요》 1위 (왕중왕) - 1월 4일 KBS 《뮤직뱅크》 1위 - 1월 11일 KBS 《뮤직뱅크》 1위 - 1월 18일 KBS 《뮤직뱅크》 1위 (5주 연속 1위) - 연가 (총 2회) - 2월 13일 SBS 《인기가요》 1위 - 2월 20일 SBS 《인기가요》 1위 (2주 연속 1위) - 찾길바래 (총 4회) - 12월 21일 KBS 《뮤직뱅크》 1위 - 12월 23일 MBC 《음악캠프》 1위 - 12월 24일 SBS 《인기가요》 1위 - 12월 28일 KBS 《뮤직뱅크》 1위 |
| 2001년 (총 7회)  | - 찾길바래 (총 5회) - 1월 4일 KBS 《뮤직뱅크》 1위 (3주 연속 1위) (골든컵) - 1월 6일 MBC 《음악캠프》 1위 - 1월 7일 SBS 《인기가요》 1위 - 1월 13일 MBC 《음악캠프》 1위 (3주 연속, King of the Camp) - 1월 14일 SBS 《인기가요》 1위 (왕중왕) - Wow (총 2회) - 10월 7일 SBS 《인기가요》 1위 - 10월 21일 SBS 《인기가요》 1위 |

## 출연작

### 영화
- 2010년 대병소장
- 2011년 경한 2
- 2011년 분수달인
- 2012년 정충악비 - 완안종필역
- 2012년 쌍성계중계
- 2013년 차이니즈 조디악 - 해적 두목 역
- 2013년 바링허우 아빠
- 2013년 맨 오브 타이 치 - 기택 역
- 2013년 침묵의 파이터 - 청랑 역
- 2015년 몽키킹 제로
- 2017년 낭만탑당

### 방송
- 1997년 KBS 쇼 코미디 웃는날 좋은날 - 아름다운 청년 유승준
- 1997년 KBS 청소년을 위한 빅쇼
- 1997년 SBS 이문세의 라이브
- 1997년 SBS 섬머스타 빅뱅쇼
- 1997년 MBC 인기가요 베스트 50
- 1997년 KBS 토요일 전원출발 - 홍진경의 드라마 프로포즈
- 1997년 MBC 일요일 일요일 밤에 - 이휘재의 인생극장
- 1997년 KBS TV는 사랑을 싣고
- 1997년 MBC 김국진의 스타다큐
- 1997년 MBC 일요일 일요일 밤에 - 스타 맞선 코너
- 1997년 MBC 음악캠프
- 1997년 KBS 톱스타 가요제
- 1997년 KBS 슈퍼선데이
- 1997년 KBS 가요톱10
- 1998년 KBS 체험 삶의 현장
- 1998년 SBS 기쁜 우리 토요일 - 스타 이런모습 처음이야
- 1998년 MBC 일요일 일요일 밤에 - 뽑기드라마
- 1998년 SBS SBS인기가요
- 1998년 SBS 퍼니퍼니
- 1998년 SBS 서세원의 좋은 세상 만들기 - 스타캅스
- 1998년 SBS 좋은 친구들
- 1998년 KBS 브라보 신세대
- 1998년 KBS 뮤직뱅크
- 1998년 KBS 서세원쇼
- 1998년 KBS 이소라의 프로포즈
- 1998년 KBS 연예가중계
- 1998년 KBS 사랑의 리퀘스트
- 1998년 KBS2 가족오락관
- 1999년 MBC 가족캠프
- 1999년 MBC 섹션TV 연예통신
- 1999년 SBS 기쁜 우리 토요일 - 3집 뮤직비디오 촬영/경희대 축제
- 1999년 SBS 기분좋은 밤
- 1999년 KBS 슈퍼TV 일요일은 즐거워 - 출발 드림팀
- 1999년 KBS TV는 사랑을 싣고
- 1999년 KBS 꿈나무들과의 대화
- 1999년 KBS 작전타임 스포츠퀴즈
- 1999년 KBS 스타데이트 최고의 만남
- 1999년 KBS 사랑의 리퀘스트
- 1999년 MBC 일요일 일요일 밤에 - 3000만원 스타 대 도전
- 2000년 MBC 목표달성! 토요일
- 2000년 SBS 한밤의 TV연예
- 2000년 SBS 뮤직엔터
- 2000년 SBS 10대 가수 청백전
- 2000년 KBS 자유선언 오늘은 토요일 - 스타 서바이벌 미팅
- 2000년 MBC 스타 서바이벌 동거동락 - 우승
- 2001년 MBC 신동진의 미니콘서트
- 2001년 KBS 빅스타 대격돌
- 2001년 KBS 가족오락관
- 2001년 KBS 해피투게더 (신동엽과 공동 진행)

병역 기피 직후
- 2019년 SBS 본격연예 한밤 (육성 인터뷰)
- 2019년 JTBC 이규연의 스포트라이트 (인터뷰)

### 시트콤, 드라마
- 1997년 MBC 청춘시트콤 남자 셋 여자 셋 - 브루스 리 역
- 1998년 KBS2 토요시트콤 행복을 만들어 드립니다
- 2000년 KBS2 일일시트콤 멋진 친구들
- 2001년 SBS 청춘시트콤 딱좋아!
- 2013년 정충악비 - 완안종필 역

### 광고
- 1997년 부일이동통신 조이015
- 1997년 스마트에프앤디 스마트
- 1997년 SK텔레콤 스피드011
- 1999년 롯데칠성음료 마운틴듀
- 1999년 보건복지부
- 1999년 SK브로드밴드 나는ADSL
- 1999년~2000년 삼성전자 매직스테이션
- 2000년 F&C코오롱 HAED
- 2000년 농심 카프리썬
- 2000년 제일모직 라피도
- 2000년 베니건스 (김혜수와 공동 출연)
- 2001년 SK브로드밴드 하나포스 (전지현과 공동 출연)
- 2001년  LG유플러스 LG019

## 같이 보기
- 출발 드림팀
- 김종국
- 이현도